# Будіна Ольга Олександрівна
Ольга Олександрівна Будіна (нар.. 22 лютого 1975, Москва, Російська РФСР, СРСР) — російська актриса театру і кіно, телеведуча і співачка. Лауреатка Державної премії Росії (2001).

## Біографія
Народилася 22 лютого 1975 року в Москві.
Дитячі та шкільні роки проживала в місті Одинцово Московської області. Навчалася в гуманітарному ліцеї, в історико-літературному класі. Закінчила середню школу без «трійок». Була більш успішна в гуманітарних науках. Активно займалася громадською роботою.
У шкільні роки почала проявляти творчі здібності. З успіхом навчалася в музичній школі по класу акордеон, грала на фортепіано. Ользі неодноразово доручали проведення шкільних свят і постановку вистав. У ліцеї створила власний театр і поставила мюзикл «Принцеса на горошині». Шила костюми. Була солісткою шкільного хору та оркестру.
Виступала на шкільних дискотеках у складі аматорського вокально-інструментального ансамблю, куди її запросили як солістку.
Після дев'ятого класу середньої школи намагалася вступити до Державного музичного училища імені Гнесіних. Зазнавши невдачі, повернулася до школи.
Навчаючись у старших класах, закінчила Школу юних філологів при Московському державному університеті. Здобула кваліфікацію екскурсовода 3-ї категорії та проводила екскурсії по пушкінському селу Захарово, розташованому неподалік Одинцова. Пробувала себе як вчителька.
Через рік після закінчення школи планувала знову вступати до Гнесинського училища. Однак у момент подачі документів змінила своє рішення на користь Вищого театрального училища імені Бориса Щукіна. Отримавши максимальний бал на вступних випробуваннях, Ольга стала студенткою театрального вишу. Екзаменаційну комісію очолював Володимир Етуш.
Художнім керівником в Щукінському училищі стала Марина Олександрівна Пантелєєва. На першій же сесії отримала всі заліки умовно, і навіть стояло питання про її відрахування. Доклавши великих зусиль, вона підтягнулася в навчанні і вже на другому курсі отримала вищу оцінку з акторської майстерності.
На другому курсі отримала пропозицію від «Мосфільму» знятися в короткометражному фільмі «Граємо» Маленького принца"", проте ця стрічка в прокат так і не вийшла.
Першою роллю в професійному кіно стала роль великої княжни Анастасії Миколаївни у фільмі Гліба Панфілова «Романови. Вінценосна сім'я», яку вона зіграла, будучи студенткою четвертого курсу.
Через зйомки фільму «Романови. Вінценосна сім'я» пропустила покази в театри Москви і по закінченні училища у 1997 році їй не вдалося вступити у жоден з них. Грала епізодичні ролі в кіно, знімалася в телесеріалах: «Прості істини», «Д. Д. Д. Досьє детектива Дубровського», «Чек»"Директорія смерті", «Чи не послати нам… гінця?» та інших, а також брала участь у гумористичній телевізійній програмі «Біс».

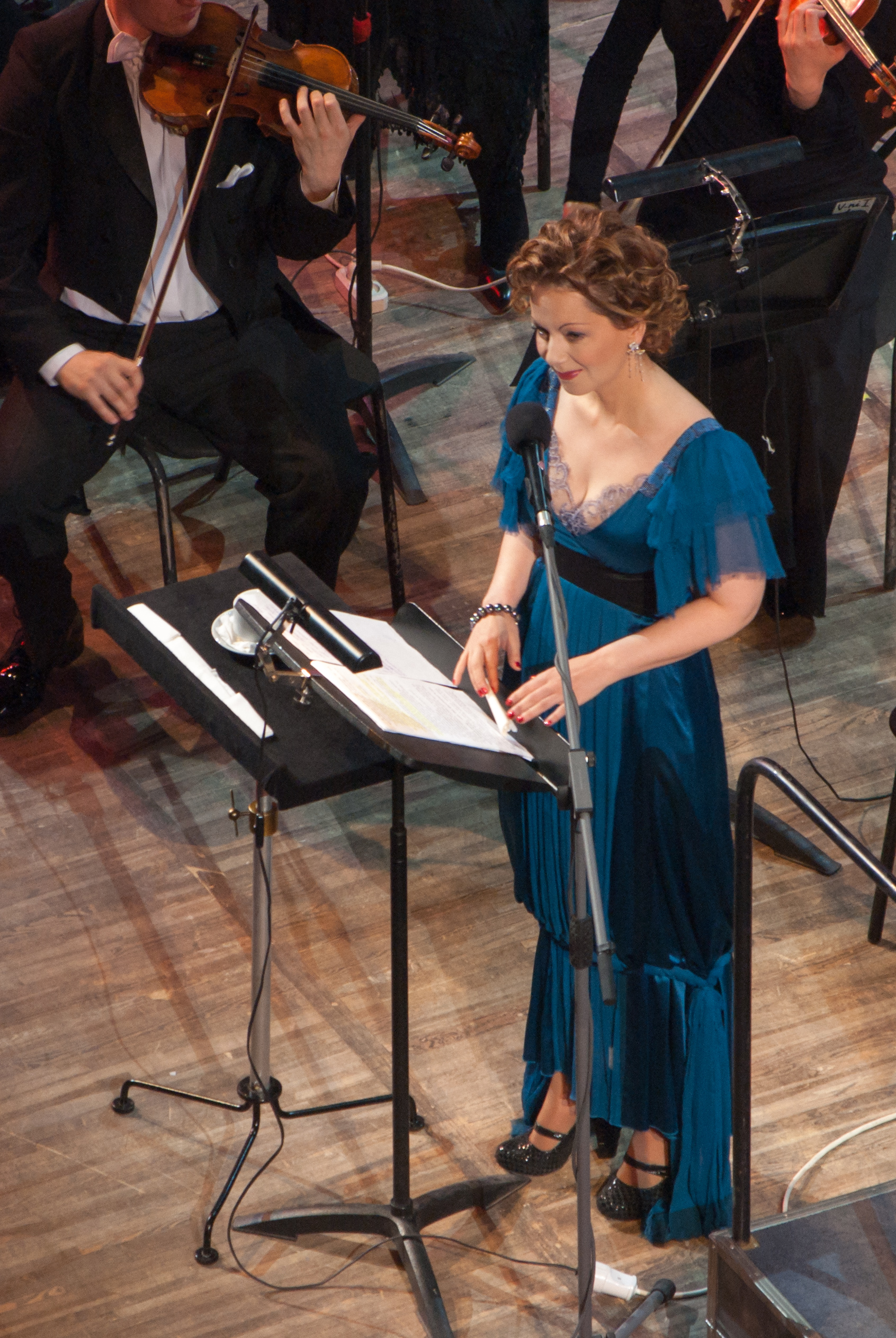
На сцені Концертного залу імені П. І. Чайковського. Січень 2013 р.

У 2000 році здобула всенародну популярність: після того, як зіграла головну роль в картині Олександра Мітти «Кордон. Тайговий роман». Того ж року відбулася прем'єра фільму на відкритті XXII Московського міжнародного кінофестивалю.
Після успіху 2000 року з'явилися нові ролі. Серед них екранізація роману Федора Достоєвського «Ідіот» (2003), де були зібрані провідні російські актори, історичний бойовик «Баязет» (2003) за романом Валентина Пікуля, багатосерійна драма «Московська сага» (2004) за твором Василя Аксьонова.
З 24 вересня 2012 по 29 серпня 2014 року була співведучою програми «Про найголовніше» на каналі «Росія-1».

### Участь у телепроєкті
- У випуску 23 грудня 2002 року хто хоче стати мільйонером? Відповіла на 12 питань і виграш: 32 000 руб.
- Двічі брала участь програми Форт боярд 2003 рік:
  - Уперше учасники і команди: Валерій Ніколаєв, Олексій Кравченко, Віталій Трубецькой, Анастасія Чернобровина і Олексій Міхальов
  - Удруге учасники і команди: Олександр Скляр, Катерина Коновалова, Тетяна Лазарєва, Олександр Домогаров і В'ячеслав Грунський
- У випуску 2 січня 2010 року хто хоче стати Максимом Галкіним і залишає гру без виграшу. Призовий фонд: 25 000 руб.
- У випуску 21 вересня 2019 року П'ятеро на одного Ольга Шелест, Андрій Ургант, Анфіса Чехова та Олександр Пушний
- Брала участь у програмі Блеф-клуб 3 липня 2004 разом з Сергієм Баталовим та Олександром Дяченком
- Брала участь у програмі Маркіза в 2007 році

### Книга
У 2007 році у видавництві Ексмо побачила світ книга «Щоденник Ольги Будіної. Вагітність, що свідчить».

### Благодійна діяльність
Кілька років шефствує над дитячим будинком в Угличі. У 2011 році її благодійний фонд виділив два мільйони рублів на ремонт будівлі, в ході якого розкрилося нецільове витрачання бюджетних коштів. 27 грудня 2012 року в програмі «Прямий ефір» на каналі Росія-1 Ольга заявила про жахливі умови і корупцію в цій установі. Інцидент привернув увагу СК РФ, і в січні 2013 року на керівництво дитбудинку були заведені кримінальні справи. І хоча вже 1 лютого 2013 року прокуратура, грунтуючись на підсумках прокурорської перевірки, слова актриси спростувала, 30 травня того ж року справу стосовно директора за статтями 160, частини 3 (розтрата), та 286, частини 1 (перевищення повноважень), було передано до суду.

### Особисте життя
У 2004 році вийшла заміж за підприємця Олександра Наумова, який був набагато від неї старший. Наприкінці 2004 року у пари народився син Наум. Офіційно розірвали шлюб у 2006 році, відносини не підтримують.

## Визнання та нагороди
- Лауреатка Державної премії Російської Федерації в галузі літератури і мистецтва (2001).;
- Найкраща актриса року («Перший канал») (2002)[17];
- Увійшла до складу Великого Журі XXV ММКФ, ставши наймолодшим членом журі за всю історію фестивалю (2003);
- Кавалер орденів Ломоносова і «Слава нації»[18];
- Володарка нагороди «Легенда Росії»;
- Академік Національної академії кінематографічних мистецтв і наук;
- Член Правління Спілки кінематографістів;
- Призер численних кінофестивалів і єдина актриса в Росії, фільми з якою двічі висувалися на «Оскар»;
- Стала першою російською зіркою компанії AVON (2007)[19];
- Учасниця списку 10 найкрасивіших жінок Росії («Російський репортер») (2008)[20];
- Ім'ям Ольги Будіної названа зірка дев'ятої величини в сузір'ї Стрільця[21].

## Позиція по Україні
О. Будіна підтримала т. зв. Спеціальну воєнну операцію РФ. Вона часто буває на Донбасі, збирає та відправляє на передову найнеобхідніше, влаштовує концерти прямо в палатах шпиталів — виступала перед пораненими у Севастополі та військовими РФ у прифронтових зонах/
"Раніше актриса закликала російських матерів готувати синів до спецоперації. На її думку, важливо покращувати фізичні навички підлітків, щоб вони навчилися, наприклад, стріляти" (ФБА "Экономика Сегодня": Будина объяснила, почему поддержала спецоперацию на Украине (17 ноября 2022).

## Фільмографія
| Рік       |   | Назва                                 | Роль |    |
| --------- | - | ------------------------------------- | --- | -- |
| 1996      | ф | Граємо «Маленького принца»            | актриса                                                                                                   | ру |
| 1998      | ф | Чи не послати нам... гінця?           | Віка, дівчина за викликом                                                                                 | ру |
| 1998      | ф | Квіти від переможців                  | Ліза | ру |
| 1999      | с | Д. Д. Д. Досьє детектива Дубровського | Лера | ру |
| 1999      | с | Директорія смерті                     | Жанна | ру |
| 1999      | с | Прості істини                         | Віра Сергіївна Маркелова, вчителька англійської                                                           | ру |
| 2000      | с | Кордон. Тайговий роман                | Марина Голощекіна                                                                                         | ру |
| 2000      | ф | Щоденник його дружини                 | Галина Плотникова                                                                                         | ру |
| 2000      | с | Імперія під ударом                    | Ольга | ру |
| 2000      | ф | Романови. Вінценосна сім'я            | велика княжна Анастасія Миколаївна                                                                        | ру |
| 2000      | ф | Чек                                   | секретарка                                                                                                | ру |
| 2001      | ф | Даун Хаус                             | дівчина Марія                                                                                             | ру |
| 2001      | с | Соломія                               | Соломія                                                                                                   | ру |
| 2002      | ф | Залізничний романс                    | Віра | ру |
| 2003      | с | Баязет                                | Ольга Єгорівна Хвощинський                                                                                | ру |
| 2003      | с | Ідіот                                 | Аглая Іванівна Єпанчина                                                                                   | ру |
| 2003      | ф | Радості і печалі маленького лорда     | Нора | ру |
| 2004      | с | Московська сага                       | Ніна Градова-Китайгородська                                                                               | ру |
| 2006      | ф | Дружина Сталіна                       | Надія Аллілуєва                                                                                           | ру |
| 2007      | ф | Кольє для снігової баби               | Катя | ру |
| 2007      | с | Особисте життя доктора Селіванової    | Олена Леонардівна Селіванова                                                                              | ру |
| 2008      | с | Важкий пісок                          | Олена Мойсеївна                                                                                           | ру |
| 2008      | ф | Рівняння з усіма відомими             | Анна Самойлова                                                                                            | ру |
| 2009      | с | Синдром Фенікса                       | Тетяна | ру |
| 2010      | с | Земський лікар                        | Ольга Самойлова                                                                                           | ру |
| 2010      | с | Серце матері                          | Віра Ігорівна Гур'янова, капітан міліції, слідчий                                                         | ру |
| 2011      | с | Земський лікар. Продовження           | Ольга Самойлова                                                                                           | ру |
| 2011—2012 | с | Земський лікар. Життя заново          | Ольга Самойлова                                                                                           | ру |
| 2013      | с | Земський лікар. Повернення            | Ольга Самойлова                                                                                           | ру |
| 2013      | ф | Ейнштейн. Теорія любові               | Маргарита                                                                                                 | ру |
| 2014      | с | Земський лікар. Любов всупереч        | Ольга Самойлова                                                                                           | ру |
| 2015      | с | Таємниця кумира                       | Тетяна Філатова                                                                                           | ру |
| 2017      | ф | Каїнова печатка                       | Ліза | ру |
| 2018      | с | Презумпція невинності                 | Ірина Віталіївна Холкіна, старша медсестра в кардіологічному відділенні інтенсивної терапії (серії № 5-6) | ру |

## Телебачення
- 2006 — «Слава Богу, ти прийшов!» — гостя
- 2007 — «Доброго ранку, Росія!» — ведуча програми, Росія
- 2010 — «Добрий вечір, Москва!» — ведуча програми, «ТВ-Центр»
- 2010 — «Зірка + Зірка» — учасниця шоу, канал «1+1», «Україна»
- 2012—2014 — «Про найголовніше» — ведуча програми, «Росія 1»

## Робота в театрі

### Театр Галактика
- 2011 — А. П. Чехов. «Рецепт сімейного щастя». (реж. М. Скорик, А. Гордієнко, А. Бибілюров)[23]

## Примітка
1. ↑  Person Profile // Internet Movie Database — 1990.
2. ↑  Discogs — 2000.
3. ↑  ČSFD — 2001.
4. ↑  Ольга Будина. Биография. Архів оригіналу за 11 липня 2020. Процитовано 30 травня 2018. [Архівовано 2020-07-11 у Wayback Machine.]
5. 1 2 3 4  Денис Анипченко (6 травня 2010). Ольга Будина (рос.). Архів оригіналу за 22 лютого 2012. Процитовано 9 лютого 2011.
6. ↑  Надежда Шульга. (19 вересня 2012). Ольга Будина расскажет о самом главном. kp.ru (рос.). «Комсомольская правда». Архів оригіналу за 18 жовтня 2012. Процитовано 24 вересня 2012.
7. ↑  Дневник Ольги Будиной: говорящая беременность (рос.). Архів оригіналу за 15 травня 2021. Процитовано 24 серпня 2012.
8. ↑  Углич: угличская газета № 208 :: Ольга Будина подарила праздник детям-сиротам. Архів оригіналу за 22 лютого 2014. Процитовано 14 травня 2021.
9. ↑  В Угличском детдоме еду сиротам готовили из тухлых продуктов. Архів оригіналу за 23 лютого 2014. Процитовано 14 травня 2021.
10. ↑  Прокуратура и именитые гости не видели в Угличском детдоме «поганок на потолке», про которые поведала актриса. NEWSru. 1 лютого 2013. Архів оригіналу за 4 березня 2016. Процитовано 4 грудня 2013.
11. ↑  В отношении директора угличского детдома возбуждено уголовное дело — Аргументы и Факты Ярославль
12. ↑  Прокуратура опровергла слова Будиной о нарушениях в детдоме Углича — Элина Труханова — Российская газета. Архів оригіналу за 14 травня 2021. Процитовано 14 травня 2021.
13. ↑  Новости — Центральный федеральный Округ — interfax-russia.ru. Архів оригіналу за 17 листопада 2018. Процитовано 14 травня 2021.
14. ↑  Акадо. Ру. Архів оригіналу за 14 травня 2021. Процитовано 14 травня 2021.
15. ↑  Сайт газеты «Комсомольская правда», Мария Ремизова, 3 ноября 2006 года. Архів оригіналу за 27 березня 2020. Процитовано 14 травня 2021.
16. ↑  Личная жизнь Ольги Будиной: муж Александр Наумов. wellnesso.ru. Архів оригіналу за 14 травня 2021. Процитовано 8 квітня 2021.
17. ↑  Актёры советского и российского кино. Архів оригіналу за 4 грудня 2020. Процитовано 14 травня 2021.
18. ↑  Театральный марафон. Архів оригіналу за 13 липня 2014. Процитовано 14 квітня 2013.
19. ↑  Мода.ру. Архів оригіналу за 4 березня 2016. Процитовано 14 травня 2021.
20. ↑  «Русский репортёр» № 8 (38) от 6 марта 2008 года
21. ↑  Сноб.ру. Архів оригіналу за 14 травня 2021. Процитовано 14 травня 2021.
22. ↑  Вести.Ru: "Они нужны нам": Ольга Будина вспомнила встречу с жителями Донбасса (13 октября 2022 )
23. ↑  «Рецепт семейного счастья» (рос.). Театр Галактика. Архів оригіналу за 23 жовтня 2012. Процитовано 18 жовтня 2012. [Архівовано 2016-03-04 у Wayback Machine.]